# Despised Icon
Despised Icon é uma banda de deathcore de Montreal Quebec, Canadá formada em 2002. A banda é considerado como uns dos principais fundadores do gênero deathcore. O grupo se destaca pelo uso de dois vocalistas; Alexandre Erian, que usa o screaming, e Steve Marois com os vocais death growl.

## Membros
Os membros atuais
- Alexandre Erian - vocals  (2004-2010, 2014-presente), bateria (2002-2004)
- Steve Marois - vocals  (2002-2010, 2014-presente)
- Eric Jarrin - guitarra  (2002-2010, 2014-presente)
- Sebastien Piché - baixo  (2002-2008, 2014-presente)
- Alexandre Pelletier - bateria, percussão  (2004-2010, 2014-presente)
- Ben Landreville - guitarra  (2009-2010, 2014-presente)

Ex-membros
- Marie-Hélène Landry - vocals  (2002-2003)
- Yannick St-Amand - guitarra  (2002-2006)
- Al Glassman - guitarra  (2006-2008)
- Max Lavelle - baixo  (2008-2010)

## Discografia
Álbuns de estúdio
- Consumed by Your Poison (2002)
- The Healing Process (2005)
- The Ills of Modern Man (2007)
- Day of Mourning (2009)
- Beast (2016)
- Purgatory (2019)

DVDs
- Montreal Assault (2009)

EPs
- Syndicated Murderers (2004)
- Bodies in the Gears of the Apparatus and Despised Icon, Split album (2005)
- Demos 2002 & 2004 (2006)